# Gábori Miklós
Gábori Miklós (Kapuvár, 1925. december 3. – Budapest, 1996. augusztus 9.) magyar régész, antropológus.

## Életpályája
Tanulmányait Budapesten végezte, majd  néhány évig különböző múzeumokban dolgozott. Ezután a váci Trefort Ágoston Múzeum munkatársa, majd igazgatója lett. Ebben az időszakban a Dunakanyar késő paleolitikus és epipaleolitikus lösztelepeinek ásatásával foglalkozott. 1955-ben a Budapesti Történeti Múzeum Régészeti Osztályára került. A magyarországi késői paleolitikumról írta a doktori értekezését.  Mongóliába és  később Kínába is eljutott. Magyarországon több helyen végzett jelentős ásatásokat.

## Kutatási területe
Az ősrégészet, azon belül is a paleolitikum neves képviselője. 
Elismert szakértője volt Kelet-Európa, a Kaukázuson túli területek és Közép-Ázsia őskorának.

## Kutatásainak színhelyei
- Részt vett a vértesszőlősi ásatásokon.
- Barlangi kutatásai: nevéhez fűződik az érdi Fundoklia-völgyben található, híres, 50 000 éves vadászbarlang felfedezése. Ásatást végzett az Odvas-kői-barlangban, a Remete-barlangban és a Sólyom-kúti-sziklaüregben is.
- Mongóliában a magyar régészek közül elsőként végzett kutatásokat.
- Ságvár.
- Hont

## Művei
- Napfényes Mongólia - Táncsics, Budapest, 1964
- Ősemberek, ásatások - Móra, Budapest, 1964
- Régészeti kalandozások - Gondolat, Budapest, 1969
- Az ősember útjain - Táncsics, Budapest, 1974
- Ala Tau Ararát - Gondolat, Budapest, 1978

## Elismerése
- Kadić Ottokár-érem (1977)

## Külső hivatkozások
- Jeles napok
- D. Matuz Edit: Gábori Miklós és Gáboriné Csánk Veronika hagyatéka a Budapesti Történeti Múzeum Régészeti Adattárában